# Pulau-pulau Sainoa
Pulau-pulau Sainoa är öar i Indonesien.   De ligger i provinsen Sulawesi Tenggara, i den centrala delen av landet, 1 800 km öster om huvudstaden Jakarta.